# Fereshteh
Fereshteh (persisch فرشته) ist ein weiblicher Vorname. Der Name stammt aus dem Persischen und bedeutet übersetzt Engel.

## Bekannte Namensträgerinnen
- Fereshteh Karimi (فرشته کریمی), Spielerin der Iranischen Fußballnationalmannschaft der Frauen.